# Вестергор, Анна
Анна Вестергор (дат. Anna Westergaard; 1882—1964) — датская активистка движения за права женщин. Работая на Датских государственных железных дорогах, где она позже стала инспектором движения, она была членом правления Датского союза железных дорог (дат. Jernbaneforeningen) и Датского союза гражданских служащих (дат. Statstjenestemændenes Centralorganisation). Будучи убеждённой сторонницей равенства прав мужчин и женщин в сфере образования и на рынке труда, она внесла значительный вклад в управление Датским женским обществом в 1919—1924 годах и Женским советом в Дании (дат. Kvinderådet) в 1938—1946 годах. Вестергор представляла интересы датских женщин в дискуссиях в Лиге Наций в середине 1930-х годов. С 1937 по 1960 год она была президентом Международной организации «Открытые двери», выступающей за экономическую эмансипацию трудящихся женщин. Она была членом датской Социал-либеральной партии.

## Биография
Анна Вестергор родилась 8 июня 1882 года в Орхусе в семье дантиста Карла Рудольфа Вестергора (1833—1901) и Сесилии Бёттчер Папе (1857—1945). После сдачи подготовительных экзаменов в 1889 году она начала свою карьеру в Датских железных дорогах (DSB). Сначала она работала помощницей писаря в DSB, в Орхусе. В 1911 году, пройдя практическую подготовку на вокзале, она стала первой женщиной, сдавшей экзамен по железнодорожному движению, и в 1925 году была назначена регулировщиком железнодорожного движения. В 1929 году она заняла административную должность в центральном управлении, где в 1951 году её повысили до поста начальника железнодорожного движения. Вестергор проявляла живой интерес к правам трудящихся, будучи членом Центрального комитета Железнодорожного союза (1912—1928) и Союза гражданских служащих (1912—1928). С 1922 года она редактировала журнал Союза железных дорог «Vor Stand».
Её интерес к феминизму был вдохновлён примером матери, дочери пастора, которая в детстве отказывалась носить парадные платья. Вестергор играла значительную роль в поддержке прав женщин в своей стране, особенно что касалось обретением ими финансовой независимости через образование и трудоустройство вне дома. Она изначально занимала твёрдую позицию по вопросу о равной оплате труда мужчин и женщин, поддержав Тору Педерсен в её усилиях по созданию парламентского комитета по заработной плате. В результате в 1918 году законодательство было усовершенствовано в этом отношении. На ежегодном собрании Датского женского общества в 1918 году она была одной из тех, кто выступал против критической позиции руководства организации в отношении вновь избранных женщин в датский парламент. В результате Гюрита Лемке на посту председательницы организации сменила Юлия Аренхольт. Вестергор была членом объединённого комитета управления (1919—1924) и председателем отделения Датского женского общества в Гентофте-Шарлоттенлунне с 1929 по 1935 год.
Вестергор возглавляла датский Женский деловой совет (дат. Kvinderådet), с самого момента его основания в 1934 году. Он оказывала поддержку женщинам, чья занятость находилась под угрозой из-за их пола. Вестергор также утверждала, что снижение рождаемости, скорее всего, будет исправлено за счёт женщин, идущих на оплачиваемую работу, не опасаясь увольнения из-за брака и беременности.
Вестергор всегда выступала против любых специальных мер в поддержку защиты женщин. В своей ключевой речи в Лиге Наций в 1935 году, хотя официально она не представляла датскую делегацию, она сказала, что женщины не нуждаются в защите и они будут работать в тех же условиях, что и мужчины, в шахтах или ночью. В 1937 году в качестве официального представителя Дании она вновь высказала своё мнение в Женеве. В том же году она была также избрана президентом Международной организации «Открытые двери», основанной в 1929 году для поддержки женщин в бизнесе. Вестергор продолжала возглавлять её до 1960 года.
На политическом фронте она была членом Социал-либеральной партии. Она работала в муниципальном совете Гентофте (1924—1933), а в 1930-е годы была председателем Социал-либеральной ассоциации Гентофте. Она несколько раз выставляла свою кандидатуру на парламентских выборах, но так и не была избрана. Вестергор сотрудничала с различными журналами и газетами.
Анна Вестергор умерла 6 февраля 1964 года в Шарлоттенлунне. Она была похоронена на кладбище Ордруп.